# Saint-Hilaire-sur-Yerre

Saint-Hilaire-sur-Yerre este o comună în departamentul Eure-et-Loir, Franța. În 1 ianuarie 2018 avea o populație de 557 de locuitori.